# ملعب صفرمراد تركمنباشي الأولمبي
ملعب صفرمراد تركمنباشي الأولمبي هو ملعب متعدد الاستخدام يقع في عشق آباد عاصمة تركمانستان . غالبا ما يتم استخدامه لمباريات كرة القدم . يسع الملعب لجلوس 35 ألف متفرج . يعتبر الملعب الرسمي الذي يخوض فيه منتخب تركمانستان مبارياته الدولية . تم بنائه في سنة 2003 .
في سنة 2007 قررت الحكومية التركمانية إعادة بنائه بحيث يسع لجلوس 60 ألف متفرج .